# Tadeáš Stoppen
Tadeáš Stoppen (* 30. prosince 2003 Olomouc) je český profesionální fotbalový brankář, který chytá za český klub SK Sigma Olomouc a za český národní tým do 20 let.

## Klubová kariéra
Stoppen přišel do akademie Sigmy Olomouc v létě 2018 z nedalekého Prostějova.
V sezoně 2020/21 byl Stoppen několikrát na lavičce náhradníků v prvoligových zápasech. Svůj debut v A-týmu Sigmy si odbyl 13. května 2022 v odvetném utkání finále skupiny o umístění v české nejvyšší soutěži proti Mladé Boleslavi.
Kvůli zranění kotníku zmeškal Stoppen podzimní část sezony 2022/23. V dresu Olomouce znovu nastoupil až 4. března 2023 v utkání 22. kola, kdy odchytal celé utkání proti Viktorii Plzeň. Své první čisté konto Stoppen udržel o týden později, a to při výhře 3:0 nad Českými Budějovicemi.
Brankářskou jedničkou Sigmy Olomouc se Stoppen stal v jarní části sezony 2023/24. 17. února nastoupil v poločase ligového utkání proti Hradci Králové namísto zraněného brankáře Matúše Macíka a udržel čisté konto při bezbrankové remíze. Dohromady v sezoně 2023/24 nastoupil do 10 prvoligových utkání a udržel 2 čistá konta.
O své místo v základní sestavě nepřišel ani po příchodu nového trenéra Tomáše Janotky v létě 2024.

## Reprezentační kariéra
Stoppen od roku 2021 působí v českých mládežnických reprezentacích. V červnu 2024 byl poprvé povolán do české reprezentace do 21 let.